# Centro Acadêmico Visconde de Cairu
O Centro Acadêmico Visconde de Cairu é a entidade política e acadêmica que representa os alunos da Faculdade de Economia, Administração e Contabilidade da Universidade de São Paulo.
Suas atividades se concentram na organização estudantil, na manutenção do seu espaço físico, na luta por demandas dos estudantes, na negociação com a instituição de ensino e na participação nos espaços estudantis. Tem seu nome em homenagem a José da Silva Lisboa, conselheiro econômico da monarquia portuguesa no Brasil. Seu símbolo é o Mercúrio envolto em uma roda dentada. Historicamente, a entidade foi responsável pela publicação de diversos periódicos, dentre eles Cairu, Vanguarda e O Visconde.
As diretorias do Centro Acadêmico Visconde de Cairu são eleitas anualmente por sufrágio direto dos alunos de graduação e pós-graduação da FEA USP. Estatutariamente, a entidade é filiada ao Conselho de Centros Acadêmicos da Universidade de São Paulo e à União Nacional dos Estudantes.

## História

### Fundação e primeiros anos
Fundado em 1946, no mesmo ano da criação da Faculdade de Ciências Econômicas e Administrativas (FCEA) da USP, o CAVC teve papel importante no processo de consolidação dos cursos de graduação que passavam a ser ministrados. Sua primeira sede, obtida em 1947, se localizava no subsolo da Faculdade de Arquitetura. Nesse mesmo ano, o Centro Acadêmico organizou sua primeira greve, contra a efetivação de docentes que não haviam realizado concurso de ingresso. O movimento, que prosseguiu pelo biênio seguinte, terminou com a conquista do primeiro concurso público de títulos e provas da faculdade.
Nesse período, também se destaca o papel do CAVC enquanto catalisador do convívio entre professores e estudantes, que juntos se engajavam na construção e aperfeiçoamento da nova escola.
Na década de 1950, o CAVC acompanhou e promoveu debates sobre a situação política e acadêmica do país: participou de greves estudantis em 1954, realizou paralisações contra o aumento da passagem de ônibus em 1958 e, nesse mesmo ano, declarou apoio à eleição de Carvalho Pinto para o governo do Estado de São Paulo, de forma a citar apenas alguns atos políticos registrados pela mídia da época. No ano de 1960, o agora governador Carvalho Pinto atenderia uma demanda pública dos estudantes e cederia para a faculdade o prédio da rua Dr. Vila Nova, no bairro da Vila Buarque, no centro da cidade.
Em 1963, na gestão presidida por Paulo Sandroni, o CAVC instala um fogão industrial em sua sede, localizada então no porão da faculdade, e a partir daí passa a operar um restaurante universitário que se prestava igualmente a alimentar a comunidade da região, a ser fonte de renda complementar para a entidade, e a ser espaço de confraternização entre alunos e professores. Mesmo após a turbulenta mudança para a Cidade Universitária, ao longo de sua história o CAVC voltaria a operar o refeitório da FEA USP, perdendo-o em definitivo apenas nos anos 1990.
O ano de 1963 marca, também, a ascensão do chamado Grupo Independente (GI), de esquerda moderada e próximo ao Partido Comunista Brasileiro, à presidência do CAVC. Tal grupo se manteria à frente da entidade até pelo menos 1968.

### Existência sob o regime militar
Quando do golpe militar de 1964, o Centro Acadêmico teve sua sede invadida por estudantes simpáticos à política conservadora que se estabelecia e contrários à orientação política da presidência regimentalmente eleita. A solução encontrada para esse impasse foi a substituição da cúpula da entidade, em Assembleia presidida pelo diretor da FCEA. Tal fato, entretanto, não representou uma ruptura com a política estudantil até então adotada, reestabelecendo-se em seguida o processo eleições diretas estatutariamente previsto.
Dessa forma, durante todo o período de vigência do novo regime, o CAVC se posicionou no campo de oposição ao governo civil-militar, criticando e denunciando políticas arbitrárias, a Lei Suplicy de Lacerda, os Acordos MEC-USAID e medidas consideradas contrárias à soberania nacional.
Em 1968, no desenrolar da chamada "crise universitária" e sob a presidência de Jacques Marcovitch, o CAVC esteve envolvido em duas sucessivas ocupações do prédio principal da faculdade. Na ocasião, questionava-se as estruturas acadêmicas dos cursos da FCEA e os mecanismos de tomada de decisão dentro da universidade. No final desse mesmo ano, o CAVC atuou no que ficou conhecido como a Batalha da Maria Antônia, conflito no qual se digladiaram estudantes da Faculdade de Filosofia, Ciências e Letras da USP e alunos da Universidade Presbiteriana Mackenzie, e que ceifou a vida do jovem secundarista José Carlos Guimarães. Marcou-se, nessa situação, o fato de os estudantes de Filosofia utilizarem o Instituto de Administração, ligado à FCEA, como rota de fuga durante as hostilidades.
Na esteira do AI-5, com a publicação do Decreto-lei 477, o CAVC e o Movimento Estudantil da faculdade se viram bastante fragilizados. O presidente do CAVC no ano de 1969, Paulo Roberto Beskow, foi preso e torturado por sua atividade política. No período subsequente, a entidade perdeu sua principal fonte de financiamento, o Cairu Curso Pré-Vestibular (CCPV) e, por conta da transferência para o novo campus universitário, se viu também sem sede própria.
Os primeiros anos da década de 1970 foram, com efeito, um período de reconstrução do CAVC em uma nova realidade. Em 1974, a associação engajou-se no chamado Comitê de Defesa dos Presos Políticos, crítico à Lei de Segurança Nacional e as prisões arbitrárias que ocorriam à época. Por conta dessa atuação, diversos diretores da entidade foram intimados pelo DEOPS a prestar depoimento, o que veio a resultar na detenção, dentre outros, do presidente Ricardo Oscar Komori e do diretor Evandir Vaz de Lima, acusados de patrocinar a subversão.
Destaca-se, nesse momento, a presença por dois anos de militantes da Organização Socialista Internacionalista (OSI) à frente da entidade, nas gestões de Markus Sokol e Ricardo Melo. Ligados ao trotskismo e engajados na construção da tendência Liberdade e Luta, braço estudantil de sua organização, esses dois mandatos foram intercalados pela presidência de Aloizio Mercadante, estudante que no ano de 1975 havia sido presidente da Associação Atlética Acadêmica Visconde de Cairu (AAAVC). Em sua gestão, no decorrer de 1976, Mercadante e outros colegas da FEA USP foram eleitos para a primeira diretoria do Diretório Central dos Estudantes Livre da USP, refundado naquele ano. Nesse mesmo contexto de mobilização política, em 1978, a entidade participou ativamente da retomada de passeatas contra a ditadura.
Ao longo de toda essa época, e pelos anos subsequentes, o Centro Acadêmico também esteve engajado na construção da União Nacional dos Estudantes e da União Estadual dos Estudantes de São Paulo, mesmo nos períodos em que essas entidades foram postas na ilegalidade e politicamente perseguidas (1964-1979).

### Redemocratização e atualidade
Nos anos finais do regime militar, havia acordo entre os alunos quanto ao engajamento do CAVC na campanha por Diretas Já (1983-1984). No plano interno à universidade, contudo, vigorava uma divisão a respeito de como o Centro Acadêmico deveria atuar nos órgãos colegiados da faculdade, que a partir de 1981 começaram a se reabrir para a entidade. De um lado estavam estudantes mais radicais, ligados a grupos em processo de incorporação ao recém-fundado Partido dos Trabalhadores, como Liberdade e Luta e Convergência Socialista, que compunham as gestões do DCE Livre da USP e eram contrários à participação discente nessas instâncias. Do outro lado, havia um grupo mais moderado, organizado por militantes do PCB, do PC do B, do MDB e independentes, que seguia as as deliberações do 32º Congresso da UNE e defendia uma maior participação do CAVC nos órgãos colegiados e na escolha dos dirigentes dos mesmos. Vitoriosa, a segunda corrente conquistou alguns avanços: em 1985, criou-se o colégio eleitoral para a escolha das chefias departamentais, e em 1986 foi realizada uma consulta informal a toda a comunidade para a eleição da diretoria da faculdade.
A partir de 1989, com a fundação do CAVC Idiomas, esse passou a ser a principal fonte de renda da associação.
Os anos 1990, apesar de marcarem o fim do processo de redemocratização, se destacam por uma polarização ideológica dos estudantes. Estes passaram a se dividir claramente entre setores à esquerda, mais preocupados em discutir questões políticas, e grupos à direita mais interessados na vida cotidiana dos alunos. Apesar de tal divisão, as gestões do Centro Acadêmico mantiveram-se globalmente alinhadas em relação a diversos temas, inclusive na crítica moderada à presença de fundações como FIA, FIPE e FIPECAFI na faculdade. A questão da segurança nos campi universitários também foi um tema recorrente. Sobretudo no biênio de 2011 e 2012, após o assassinato do estudante Felipe Ramos de Paiva no estacionamento da FEA, o CAVC apoiou a assinatura de um convênio entre a USP e a Secretaria de Segurança Pública do Estado de São Paulo e adotou uma postura de oposição aos setores do Movimento Estudantil que protagonizaram sucessivas ocupações de prédios administrativos da universidade no período.
O Espaço de Vivência do Centro Acadêmico Visconde de Cairu leva o nome do economista Norberto Nehring, antigo estudante e professor da FCEA USP. Militante da Ação Libertadora Nacional, Norberto Nehring foi preso, torturado e morto por agentes da ditadura em abril de 1970.

## Entidades Associadas

### Associação Atlética Acadêmica Visconde de Cairu
Criada originalmente como Departamento de Desportos do CAVC, a Associação Atlética Acadêmica Visconde de Cairu ganhou sua autonomia administrativa em 1955. Apesar disso, seu processo eleitoral permaneceu ligado às eleições do Centro Acadêmico por mais de três décadas, sendo o presidente da Atlética indicado na chapa vencedora do CAVC. As gestões da AAAVC e do CAVC só se tornaram independentes, portanto, em período posterior.

### CAVC Idiomas
O CAVC Idiomas foi fundado em 1989 com o intuito de oferecer cursos de línguas acessíveis ao corpo discente da FEA-USP. A princípio, era oferecido apenas o curso de inglês, mas com as boas experiências obtidas e as variadas demandas dos alunos para se prepararem para os intercâmbios, passaram a ser ofertadas também aulas de francês, alemão, italiano e espanhol. A diferenciada qualidade dos cursos e os preços bastante inferiores aos do mercado levaram ao CAVC Idiomas alunos de toda a comunidade da USP e seu entorno. Hoje, a escola atende a mais de três mil alunos anualmente, contando com uma qualificada estrutura de coordenação pedagógica e professores experientes. 

### Cursinho FEA USP
Fundado no ano 2000, o Cursinho FEA USP foi criado pelo CAVC para que o mesmo voltasse a oferecer cursos pré-vestibular para alunos de baixa renda. Atualmente sua gestão é juridicamente independente em relação ao Centro Acadêmico.

## Antigos diretores ilustres do CAVC
O CAVC teve dentre seus quadros, historicamente, nomes que posteriormente viriam a ter projeção e importância nacional, ocupando altos cargos na administração pública. Alguns de seus diretores tornaram-se ministros de Estado, como Antonio Delfim Netto, Affonso Celso Pastore, Eduardo Pereira de Carvalho, João Sayad, Aloizio Mercadante, além de figuras de relevo, a exemplo de Luciano Coutinho (presidente do BNDES), Jacques Marcovitch (reitor da USP), José Maria Arbex (presidente da Caixa Econômica do Estado de São Paulo) e Miguel Colasuonno (prefeito de São Paulo), entre outros.

### Lista de Presidentes do CAVC
- 1946 - Egberto Leite de Carvalho Silva
- 1947 - Pery Bomeisel
- 1948 - Mário Moutinho
- 1949 - Pery Bomeisel
- 1950 - José Eduardo Bicudo de Almeida
- 1951 - Antonio Delfim Netto
- 1952 - Helio di Rienzo
- 1953 - José Guilherme Hausner
- 1954 - Augusto Lopes Torres Filho
- 1955 - Celso Waack Bueno
- 1956 - Alkindar Toledo Ramos
- 1957 - Klaus Günter Hering
- 1958 - Charles Kurt Muller
- 1959 - Affonso Celso Pastore
- 1960 - Miguel Colasuonno
- 1961 - Eduardo Pereira de Carvalho
- 1962 - Paulo Henrique Ribeiro Sandroni
- 1963 - Alfredo Henrique Costa Filho
- 1964 - Nelson Gomes Teixeira [nota 2]
- 1965 - Fábio Ramalho de Cicco
- 1966 - Denisard Cnéio de Oliveira Alves
- 1967 - José Maria Arbex
- 1968 - Jacques Marcovitch
- 1969 - Paulo Roberto Beskow [nota 3]
- 1970 - Pérsio Marco Antonio Davison
- 1971 - Luiz Renato Ignarra
- 1972 - José Eduardo Cassiolato
- 1973 - Waldir José de Quadros
- 1974 - Ricardo Oscar Komori
- 1975 - Markus Sokol
- 1976 - Aloizio Mercadante Oliva
- 1977 - Ricardo Pereira de Melo
- 1978 - Gesner José de Oliveira Filho
- 1979 - Luiz Patrício Cintra do Prado Filho
- 1980 - José Augusto Castelo Branco Ferreira de Santana
- 1981 - Nivaldo Sanches
- 1982 - Octavio Augusto de Azevedo Filho
- 1983 - Octavio Augusto de Azevedo Filho [44]
- 1984 - Claudio Damasceno Junior
- 1985 - José Edson Bacellar Junior
- 1986 - Rafael Celso Lerer Goldenberg
- 1987 - Antônio Paulo Barea Coutinho
- 1988 - Francisco Carlos Pessoa Faria Junior
- 1989 - Octavio Werneck Quartim Barbosa
- 1990 - Alexandre de Freitas
- 1991 - Eduardo Mendes da Costa
- 1992 - Adriano Pinto Pereira
- 1993 - Rubens Montoro Pastilla
- 1994 - Luiz Augusto Lacsko Trindade
- 1995 - Daniel Domingues dos Santos
- 1996 - Adriano Pitoli
- 1997 - Rodrigo Lima Silva
- 1998 - Irandy Marcos da Cruz (Chapa Virando a Página)
- 1999 - Claudia Mayu Konuma (Chapa CA ao Cubo)[nota 4]
- 2000 - Saulo Dubard Barbosa (Chapa CA é Você)
- 2001 - Thiago Jordão Rocha
- 2002 - Sérgio Itiro Ochi
- 2003 - Guilherme Penin Santos de Lima
- 2004 - Luiz Alberto Marques Vieira Filho
- 2005 - Gabriel Ferraz Aidar (Chapa Construção)
- 2006 - João Antunes Ramos
- 2007 - Vitor Mitsuo Nakao (Chapa Alvorada)
- 2008 - Nilson Ricardo Bósculo (Mutatis Mutantes)
- 2009 - João Garrido Junior (Chapa Sinapse)
- 2010 - Rodrigo Santana Ferreira (Chapa Sinapse)
- 2011 - Maíra Madrid Barbosa da Silva (Chapa Amplitude)
- 2012 - André Schifnagel Avrichir (Chapa Estrutura)
- 2013 - João Moraes Abreu (Chapa Ethos)
- 2014 - Lucas Camargo Dal Fabbro (Chapa Síntese)
- 2015 - Rodrigo Toneto (Chapa Desenredo)
- 2016 - Guilherme Augusto Ribeiro (Chapa Entrevoz)
- 2017 - Lígia Toneto (Chapa Aquarela)
- 2018 - Julia Köpf de Moraes Paulo (Chapa Delta)
- 2019 - Ana Paula Bastos Vilar Garcia (Chapa Caravana)
- 2020 - Bernardo Soares dos Santos Santana (Chapa Caravana)
- 2021 - Fabiana Martins do Rego (Chapa Veredas)
- 2022 - Giulia Araujo Castro (Chapa Catavento)
- 2023 - Lenise Ribeiro da Silva (Chapa Primavera)
- 2024 - Julia de Almeida Nussenzveig (Chapa Solstício)[nota 5]
- 2024 - Gabriel Canjani de Brito (Chapa Solstício)
- 2025 - Pedro Moreira Estefan (Chapa Metamorfose)